# Strophosoma melanogrammum

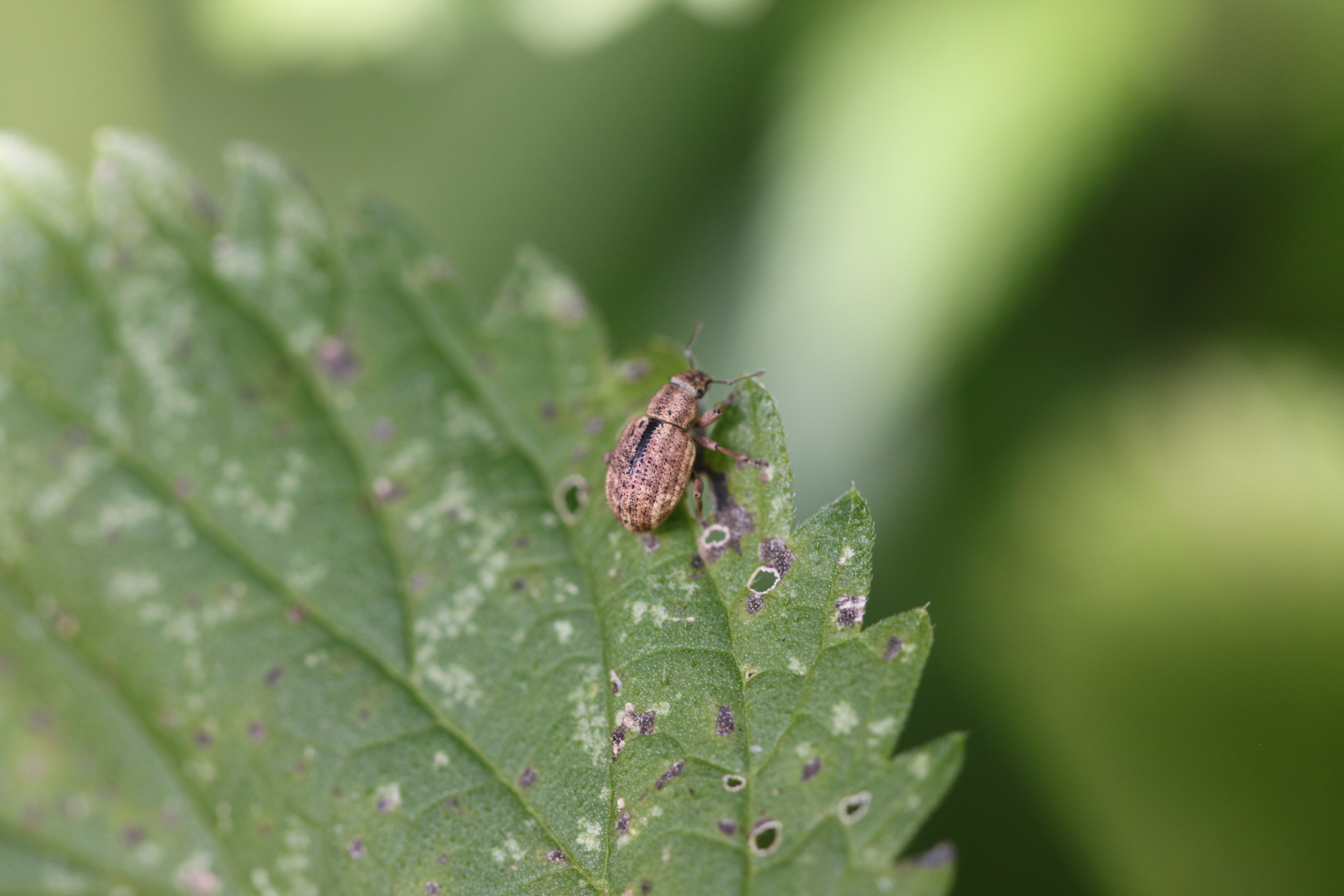
Schwarzfleckiger Kranzrüssler

Strophosoma melanogrammum ist ein Käfer aus der Familie der Rüsselkäfer (Curculionidae). Die Art lebt vor allem in Wäldern und gilt als, minder bedeutsamer, Forstschädling in Laub- und Nadelbaumkulturen. Die Art besitzt keinen eingeführten deutschen Namen, sie wird aber verschiedentlich als „Schwarzfleckiger Kranzrüssler“ oder „Kahlnahtiger Graurüssler“ bezeichnet.

## Beschreibung
Strophosoma melanogrammum wird 4 bis 5,5 Millimeter lang. Er besitzt einen breiten Rüssel. Die schwarzen Deckflügel (Elytren) sind mit braun-bronzefarbenen Schuppen bedeckt. In der Mitte nahe der Basis fehlen diese Schuppen, so dass ein schwarzer breiter Strich sichtbar wird. Längs der Deckflügel verlaufen mehrere schwarze Punktreihen.

## Verbreitung und Lebensweise
Die Käferart ist in Europa weit verbreitet. Lebensraum der Käfer bilden Wälder und offene Flächen mit Baumbestand.
Die ausgewachsenen polyphagen Käfer findet man ab Ende April an einer Vielzahl von Bäumen: an Kiefern, Fichten und Lärchen, an der Gewöhnlichen Douglasie und an der Rotbuche, sowie an Tannen, Birken, Ebereschen und Eichen. Die Käfer fressen bevorzugt Nadeln, Blätter, Knospen und junge Triebe.
In Dänemark verursachen sie in Weihnachtsbaumplantagen an den Nadeln von Nordmanntannen (Abies nordmanniana) und Edeltannen (Abies procera) Fraßschäden und gelten als Forstschädlinge. Strophosoma melanogrammum ist eine triploide Käferart, die sich parthenogenetisch fortpflanzt. Der Chromosomensatz ist 3n = 33. Die Eier werden auf dem Boden abgelegt. Nach 10–15 Tage schlüpfen die Larven. Diese halten sich im Erdreich auf und fressen an den Wurzeln von krautigen Pflanzen wie dem Stumpfblättrigen Ampfer (Rumex obtusifolius) und der Draht-Schmiele (Deschampsia flexuosa).
Die Verpuppung findet im August statt. Die Käfer vom Vorjahr sterben im September oder Oktober. Die neue Käfergeneration überwintert.

## Gefährdung
Die Art gilt in Deutschland als ungefährdet.

## Ähnliche Arten
Die verwandte Art Strophosoma capitatum ist ungefähr ebenso groß und sieht Strophosoma melanogrammum sehr ähnlich. Wichtigstes Unterscheidungsmerkmal ist das Fehlen des schwarzen Striches bei S. capitatum.

## Etymologie
Der Namenszusatz melanogrammum leitet sich ab von neulateinisch melano „schwarz“ und griechisch gramme „Linie“ oder „Strich“.